# Nigel Glendinning
Nigel Glendinning (ur. 1929 w East Sheen, Surrey, zm. 23 lutego 2013 w Londynie) – angielski iberysta, historyk oraz krytyk literatury i sztuki, zajmujący się głównie XVIII wiekiem. Głównym przedmiotem jego badań i publikacji byli hiszpański poeta José Cadalso i malarz Francisco Goya. 

## Życiorys
Nigel Glendinning urodził się w południowo-zachodniej dzielnicy Londynu w 1929 roku. Ojciec Nigela był managerem banku. 
W 1950 rozpoczął studia z języka francuskiego i hiszpańskiego na King's College, tam obronił swój doktorat na temat twórczości José Cadalso. Glendinning wykładał na Cambridge oraz Christ Church w Oksfordzie do 1962 roku. Wówczas objął katedrę w Southampton oraz od 1970 roku wykładał Trinity College w Dublinie. W 1974 rozpoczął pracę naukową na Uniwersytecie Londyńskim i pozostał tam do emerytury, na którą przeszedł w 1991 roku.
W 2008 roku zabrał głos w głośnej polemice zapoczątkowanej przez Muzeum Prado na temat autorstwa obrazu Kolos, argumentując na rzecz Goi.

## Dzieła
- Vida y obra de Cadalso, Madryt, Gredos, 1962.
- «The Strange Traslation of Goya's Black Paintings», The Burlingon Magazine, CXVII, 868, 1975.
- The Interpretation of Goya's Black Paintigs, Londyn, Queen Mary College, 1977.
- «A Solution to the Enigma of Goya's 'Enphatic Caprices', ns 65-80 of The Disasters of War», Apollo, CVII, 193, 1978.
- Goya y sus críticos, Madryt, Taurus, 1982.
- «Goya's Country House in Madrid. The Quinta del Sordo», Apollo, CXXIII, 288, 1986.
- Francisco de Goya, Madrid, Cuadernos de Historia 16 (col. «El arte y sus creadores», nº 30), 1993. D.L. 34276-1993.
- A literary history of Spain: the eighteenth century, London; New York: Ernest Benn, Barnes & Noble, 1972.
- "El problema de las atribuciones desde la Exposición Goya de 1900". W Goya 1900. Catálogo ilustrado y estudio de la exposición en el Ministerio de Instrucción Pública y Bellas Artes I, Madryt, Dirección General de Bellas Artes y Bienes Culturales. Instituto de Patrimonio Histórico Español, 2002, ss. 15-37.
- "El Coloso de Goya y la poesía patriótica de su tiempo", Dieciocho. Hispanic Enlightnment, (2004).
- "¿Un fracasado intento de descatalogar El coloso por el Museo del Prado?", Goya. Revista de Arte, nr 326, styczeń-marzec 2009, ss. 61-68. We współpracy z Jesusą Vega.